# Lily Allen
Lily Rose Beatrice Allen, mais conhecida como Lily Allen (Londres, 2 de maio de 1985), é uma cantora, compositora, atriz e apresentadora britânica. Em 2011, ela lançou sua própria gravadora. Em 2013, Allen afirmou que estava trabalhando em seu terceiro álbum de estúdio, que mais tarde foi intitulado Sheezus. Em 12 de novembro de 2013, Allen lançou o vídeo musical da primeira canção original desde 2009, "Hard out Here", na qual foi lançada como single cinco dias depois.

## Biografia

### Início da vida
Allen nasceu em Hammersmith, oeste de Londres, filha de Keith Allen, um comediante galês, e da produtora de cinema Alison Owen. Ela tem uma irmã mais velha, Sarah; um irmão mais novo, Alfie (que foi o tema de sua canção "Alfie"); e uma irmã mais nova Rebecca. Ela é a afilhada de Angela McCluskey, vocalista da banda Wild Colonials.
Com três anos de idade, Allen apareceu no episódio "The Yob" de The Comic Strip Presents..., no qual seu pai co-escreveu. Quando Allen estava com quatro anos de idade seu pai deixou a família. Durante a infância, Allen vivia com sua família em um conjunto habitacional.
Quando Allen tinha 11 anos, o ex-estudante de música da Universidade de Victoria, Rachel Santesso, ouviu Allen cantando "Wonderwall" do Oasis no campo de jogos da escola; impressionado, Santesso, que mais tarde tornou-se um soprano premiado e compositor, chamou Allen em seu escritório no dia seguinte e começou a dar-lhe aulas de canto na hora do almoço. Isso levou Allen a cantar "Baby Mine", do filme Dumbo da Disney em um concerto escolar.

### Vida pessoal
Em 2019, Allen começou a se relacionar com o ator David Harbour. Eles se casaram em 7 de setembro de 2020 em Las Vegas, numa cerimônia realizada por um sósia de Elvis Presley.

## Carreira

### 2002—05: Início da carreira
Lily Allen conheceu seu primeiro empresário, George Lamb, em Ibiza. Ela foi recusada por diversas gravadoras, até que a London Records assinou um contrato com Allen em 2002. Mas então esta gravadora perdeu o interesse nela e acabou rejeitando-a. Ela, então, estudou horticultura para se tornar uma florista, mas mudou de ideia e voltou à música. Começou a escrever canções, enquanto seu empresário a apresentou ao duo de produtores Future Cut, em 2004. Eles trabalhavam em um pequeno estúdio no porão de um prédio de escritórios.
Em 2005, ela assinou um contrato com a Regal Recordings; deram-lhe £25,000 para produzir um álbum, embora eles não tenham sido capazes de fornecer mais apoio devido à preocupação com outros lançamentos, como X&Y (Coldplay) e Demon Days (Gorillaz). Allen, em seguida, criou uma conta no MySpace e começou a postar demos que ela gravou em novembro de 2005. Os demos atraíram milhares de ouvintes, e 500 cópias de discos de vinil de "LDN" foram lançadas às pressas. Allen também produziu dois mixtapes — My First Mixtape e My Second Mixtape — para promover seu trabalho. Como ela acumulou dezenas de milhares de amigos no MySpace, The Observer Music Monthly (OMM), uma revista publicada por The Observer, tomou interesse em março de 2006. Ela recebeu sua primeira grande cobertura convencional, aparecendo em uma capa da revista dois meses depois.

### 2006–08:Alright, Still

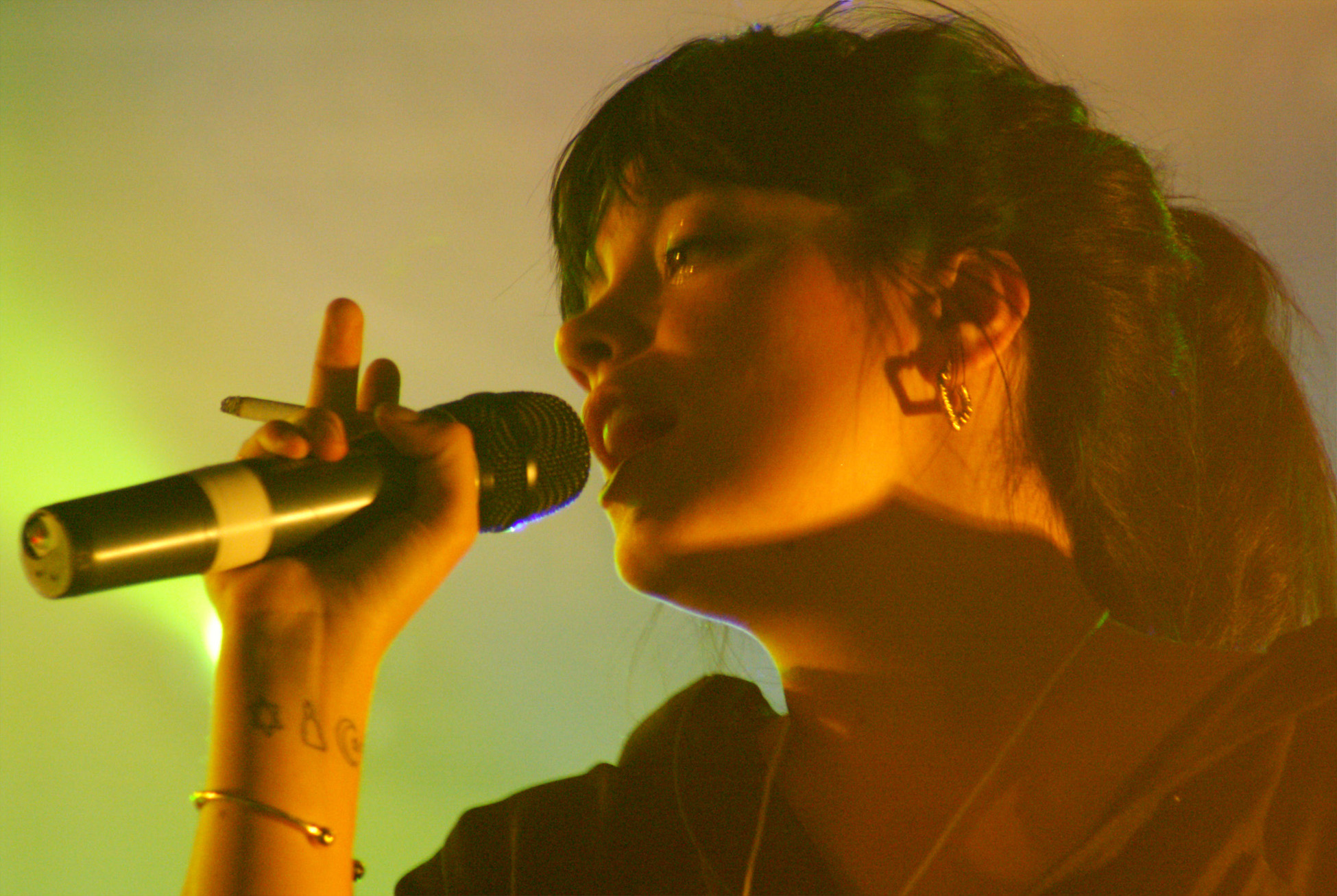
Lily Allen se apresentando no festival Solidays, em julho de 2007, em Paris, França

O sucesso convenceu a gravadora a permitir que Allen participasse mais do controle criativo do álbum e usar algumas das canções que já havia escrito, em vez de forçá-la a trabalhar com produtores tradicionais. Allen decidiu trabalhar com Mark Ronson e Greg Kurstin, terminando o resto do álbum em duas semanas. O álbum de estreia de Allen, Alright, Still, foi lançado em julho de 2006. Em setembro de 2006, "Smile" foi disponibilizada na versão do iTunes Store dos Estados Unidos. Até dezembro de 2006, seu videoclipe tinha sido reproduzido em vários canais de música, bem como a música ficando um pouco airplay. Entertainment Weekly nomeou Alright, Still como um dos 10 melhores álbuns de 2006, apesar do fato de ele ainda não ter sido lançado nos EUA. O álbum saiu por lá em 30 de janeiro de 2007, ficando na posição 20 da tabela musical Billboard200. Em janeiro de 2009, o álbum vendeu 960 mil cópias no Reino Unido e 520 mil cópias nos Estados Unidos.

### 2009–11:It's Not Me, It's You
It's Not Me, It's You estava previsto inicialmente para um lançamento no início de 2008, mas o aborto de Allen e os problemas criativos atrasaram a data de lançamento para o outono. Durante o Outono deste mesmo ano, a EMI estava em processo de reestruturação. Devido ao ambiente, a decisão foi tomada para retardar a data de lançamento do álbum. Um jogo online, Escape the Fear, foi criado por Matmi como parte da campanha de marketing viral destinado a pessoas que desconheciam Allen ou o álbum.
It's Not Me, It's You foi lançado em fevereiro de 2009, estreando no topo das paradas do Reino Unido, Canadá e Austrália e em quinto lugar nos Estados Unidos. O álbum foi disco de platina no Reino Unido. O primeiro single do álbum, "The Fear", ficou em primeiro lugar nas primeiras quatro semanas de lançamento no Reino Unido. O segundo single, "Not Fair", ficou na nona posição. Ela começou a It's Not Me, It's You World Tour em março e viajou pelo mundo até setembro de 2010. Seu trabalho com Greg Kurstin no álbum lhe rendeu os prêmios Compositores do Ano no Ivor Novello Awards de 2010, juntamente dos prêmios de Melhor Canção Musicalmente, Melhor Canção Liricamente e Melhor Trabalho Apresentado com "The Fear". Allen pareceu impressionada por este reconhecimento, que ela considerou "prêmios reais".

### 2012–16:Sheezus
Em 20 de junho de 2012, Allen anunciou no Twitter que estava trabalhando em novas músicas com Nelson Alves. Ela, mais tarde, mudou seu nome profissional de Lily Allen para Lily Rose Cooper, e fez uma participação na canção "True Love" de Pink. Em fevereiro de 2013, ela se apresentou ao vivo em um desfile de moda de Paris produzido por Mark Ronson no que ela chamou de "mumback", e antecipou o lançamento de um novo álbum, "inspirado por suas experiências de maternidade" até o final de 2013. Em agosto deste mesmo ano, ela volou ao antigo nome profissional, Lily Allen e twittou alegando que uma nova música estaria chegando "em breve".
Em novembro de 2013, Allen gravou um cover da canção "Somewhere Only We Know" da banda Keane para o comercial de Natal das lojas de departamento John Lewis, lançado como um single, que alcançou o número um na parada de singles do Reino Unido em 24 de novembro. Em 12 de novembro, Allen estreou o vídeo de sua nova canção, "Hard out Here" em seu site oficial. A canção foi lançada como single na semana seguinte e entrou na parada de singles do Reino Unido no número 9, dando Allen dois singles simultâneos no top 10. Em 13 de janeiro de 2014, a canção "Air Balloon" estreou na BBC Radio 1 e foi lançada no dia 2 de março de 2014, como o segundo single do terceiro álbum de estúdio do Allen, Sheezus.
Allen confirmou em entrevista à BBC Radio 1 em 19 de novembro 2013, que ela iria se apresentar no Glastonbury Festival 2014. Ela também revelou que tinha escrito uma música para seu próximo álbum, Sheezus, inspirada em uma rixa com Azealia Banks no Twitter que aconteceu no verão de 2013.
Em dezembro de 2013, Allen foi anunciada como uma das mais recentes contratadas da Warner Bros. Records devido a Warner Music Group ter adquirido a Parlophone da Universal Music Group em maio de 2013.
Em uma entrevista com Graham Norton no The Graham Norton Show em 21 de fevereiro de 2014, Allen confirmou que seu terceiro álbum de estúdio seria intitulado Sheezus, dizendo que era "um aceno para Kanye West". O álbum foi lançado em 5 de maio de 2014.

### 2017–presente:No Shame
Após o lançamento de Sheezus e o fim de sua respectiva turnê musical, Allen experienciou uma crise de identidade e não estava gostando do tipo de música que estava sendo imposto para ela, acreditando que pessoas na indústria fonográfica estavam controlando suas direções e escolhas musicais. Allen revelou que seu quarto álbum de estúdio focaria em seus sentimentos, suas filhas, o fim de seu casamento, abuso de substâncias e outras temáticas centradas em si mesma. A cantora voltou a trabalhar com Mark Ronson durante o processo de desenvolvimento do disco; Ronson afirmou trabalhar com "algumas das canções mais honestas" de Allen. O primeiro single do projeto, "Trigger Bang", com a participação do rapper britânico Giggs, foi lançado em dezembro de 2017. O título No Shame foi anunciado em janeiro de 2018, ao longo de datas de três concertos no Reino Unido. Em 8 de março de 2018, duas faixas, "Higher" e "Three", foram divulgadas juntamente da data de lançamento do disco, 8 de junho.
Em março de 2024, afirmou que optou por focar na criação de suas duas filhas deixando sua carreira de lado. Disse que os seus pais eram muito ausentes quando ela era criança e não queria que suas filhas passassem pela mesma situação.

## Discografia
- Alright, Still (2006)
- It's Not Me, It's You (2009)
- Sheezus (2014)
- No Shame (2018)

## Turnês musicais
Como atração principal
- Still, Alright? (2006)
- It's Not Me, It's You World Tour (2009-10)
- Sheezus Tour (2014-15)
- No Shame Tour (2018-19)

Como ato de abertura
- Bangerz Tour de Miley Cyrus (2014)

## Filmografia
| Ano  | Título                          | Papel                    | Notas                                                     |
| ---- | ------------------------------- | ------------------------ | --------------------------------------------------------- |
| 1998 | The Comic Strip Presents...     | Criança                  | "The Yob" (4ª Temporada, 4º episódio)                     |
| 1998 | Elizabeth                       | Moça esperando           |                                                           |
| 2007 | Saturday Night Live             | Convidada a cantar       | "Drew Barrymore/Lily Allen" (32ª Temporada, 12ª episódio) |
| 2008 | Lily Allen and Friends          | Ela mesma, apresentadora | Talk show                                                 |
| 2009 | Neighbours                      | Ela mesma                | Atriz convidada, novela (1 episódio)                      |
| 2011 | Lily Allen: From Riches to Rags | Ela mesma                | Série de documentários de TV                              |